# La Rabatelière
La Rabatelière is een gemeente in het Franse departement Vendée (regio Pays de la Loire) en telt 689 inwoners (1999). De plaats maakt deel uit van het arrondissement La Roche-sur-Yon.

## Geografie
De oppervlakte van La Rabatelière bedraagt 8,2 km², de bevolkingsdichtheid is 84,0 inwoners per km².
De onderstaande kaart toont de ligging van La Rabatelière met de belangrijkste infrastructuur en aangrenzende gemeenten.

## Demografie
Onderstaande figuur toont het verloop van het inwonertal (bron: INSEE-tellingen).

1. ↑  Populations de référence 2022.